# Grästorp
Pour la commune, voir Grästorp (commune).
Grästorp est une localité de la commune de Grästorp, dont elle est le centre administratif, dans le comté de Västra Götaland en Suède.
Sa population était de 3086 habitants en 2019.